# Rohtang-Pass
Der Rohtang-Pass (Hindi रोहतांग दर्रा; deutsch „Leichenberg“) ist ein strategisch wichtiger Gebirgspass in Nord-Indien im Inneren des Himalaya-Gebirges (Pir-Panjal-Bergkette) auf der Route des Manali-Leh-Highways.
Er befindet sich im Bundesstaat Himachal Pradesh und verbindet das obere Flusstal des Beas im Süden (Kullutal) mit demjenigen des Chandra, eines Quellflusses des Chenab, im Norden. Der Pass erreicht offiziell eine Höhe von 3978 m über dem Meeresspiegel und liegt etwa 50 Kilometer nordöstlich der Stadt Manali.
Über ihn führt eine nur in den Sommermonaten befahrbare Straßenverbindung, der National Highway, die das nordwestindische Punjab mit den Berg- (und Grenzregionen) von Ladakh verbindet. Der Pass ist sowohl Wetter- als auch Kulturscheide: er trennt die eher feuchten, monsunbestrichenen hinduistisch geprägten Regionen des Hügel- und Mittellands von den buddhistisch geprägten, wüstenartigen Hochgebirgsregionen des Himalaya.
Der Pass wird je nach Witterungslage in den Wintermonaten, die von Oktober bis Juni dauern können, gesperrt. Bis zur Öffnung im Juni (in Extremfällen auch Ende Mai) vergehen meist vier bis sechs Wochen, in denen die im Sommer als Straßenbautrupps eingesetzten Arbeiter den Pass von den Schneemassen befreien. Am Fuß des Rohtang wird im Winter ein kleines Skigebiet betrieben, das ein beliebter Ausflugsort auch für Hochzeitsgesellschaften ist.
Im Oktober 2020 wurde nach über zehn Jahren Bauzeit der 9,02 Kilometer lange Rohtang-Tunnel mit zwei Fahrstreifen eröffnet. Die Tunnelportale liegen auf rund 3100 m Höhe. Der Tunnel verläuft rund zehn Kilometer westlich der heutigen Passstraße. Er reduziert nicht nur die Strecke um 46 Kilometer Länge und die Fahrzeit um mehrere Stunden. In erster Linie stellt er eine ganzjährige Erreichbarkeit der Region nördlich des Passes sicher. Es ist der längste Tunnel auf über 3000 Metern Höhe.